# Pål Sverre Valheim Hagen
Pål Sverre Valheim Hagen (født 6. november 1980 i Stavanger) er en norsk skuespiller. Han har sin uddannelse fra Statens Teaterskole.
Hagen fik sin debut som skuespiller ved Det Norske Teater i Bikubesong af Frode Grytten i 2003. I 2004 havde han hovedrollen i Skråninga af Carl Frode Tiller. Han har også spillet tittelrollerne i Ivanov af Anton Tsjekhov og i Raskolnikov, en dramatisering af Fjodor Dostojevskijs Forbrydelse og straf på Hålogaland Teater.
Fra 2006 er Hagen ansat ved Det Norske Teater. Herfra kan nævnes roller i Verdas mest forelska par, Få meg på, for faen og Ingen skriv til obersten og Henrik IV. I 2010 spillede han Edmund Tyrone i Rigsteatrets opsætning af Lang dags ferd mot natt. Pål Sverre Valheim Hagen fik Heddaprisen i 2007. Han fik kanonprisen i 2008 og 2009.
Hagen fik sin filmdebut med Den som frygter ulven i 2004.
I efteråret 2011 vistes tv-serien Buzz Aldin - Hvor ble det av deg i alt mylderet, hvor Hagen har hovedrollen.
Han har bl.a haft roller i filmene De gales hus, DeUSYNLIGE, Max Manus, Jernanger, og Jeg reiser alene. 
I Norge kendes Hagen især fra sine hovedroller i filmene Kon-Tiki (om Thor Heyerdahl) og Amundsen (om Roald Amundsen). Desuden større roller i Kraftidioten og Flaskepost fra P.
Hagen er i dag bosat i Oslo.

## Filmografi
| Navn                  | År   | Filmrolle      | Noter    |
| Amundsen              | 2019 | Roald Amundsen |          |
| Flaskepost fra P      | 2016 | Johannes       |          |
| Kraftidioten          | 2014 | Greven         |          |
| Kon-Tiki              | 2012 | Thor Heyerdahl |          |
| Jeg reiser alene      | 2011 | Hasse          |          |
| Amor                  | 2009 | Thomas         | kortfilm |
| Jernanger             | 2009 | Kris           |          |
| Max Manus             | 2008 | Roy Nilsen     |          |
| DeUSYNLIGE            | 2008 | Jan Thomas     |          |
| De gales hus          | 2008 | Tussi          |          |
| Lønsj                 | 2008 | Vaktmesteren   |          |
| Mirakelet             | 2006 |                |          |
| Roswell Enterprises   | 2006 | William        | kortfilm |
| Blokk B               | 2006 |                | kortfilm |
| Den som frygter ulven | 2004 | Politivagt     |          |

### TV-produktioner
| År   | Navn                                             | Filmrolle | Noter      |
| ---- | ------------------------------------------------ | --------- | ---------- |
| 2006 | Sejer - Svarte sekunder                          | Tomme     | Mini-serie |
| 2010 | Buzz Aldrin - hvor ble det av deg i alt mylderet |           |            |

## Priser
- Heddaprisen (2007) – bedste mandlige birolle som Bjørn Disel i Verdas mest forelska par og hanen i Ingen skriv til obersten

- Kanonprisen (2008) – bedste mandlige hovedrolle – DeUSYNLIGE

- Kanonprisen (2009) – bedste birolle - Jernanger